# Elfrid Payton

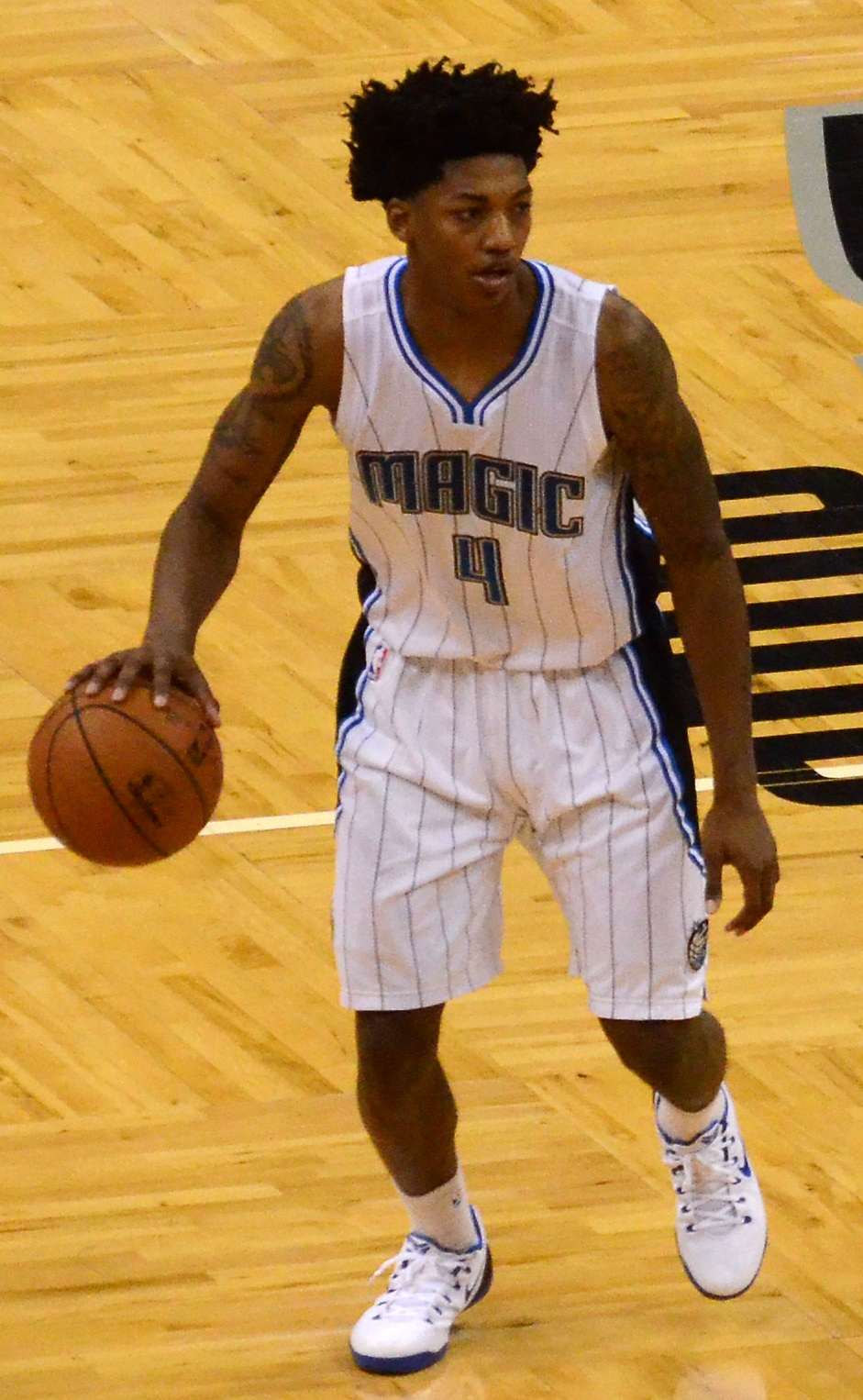
Elfrid Payton, 2014.

Elfrid Payton Jr., född 22 februari 1994 i Gretna i Louisiana, är en amerikansk professionell basketspelare (PG) som spelar för New Orleans Pelicans i National Basketball Association (NBA). Han har tidigare spelat för Orlando Magic, Phoenix Suns, New York Knicks och Charlotte Hornets.
Payton har också spelat som proffs i Puerto Rico.
Han draftades av Philadelphia 76ers i första rundan i 2014 års draft som tionde spelare totalt.
Innan Payton blev proffs studerade han vid University of Louisiana at Lafayette och spelade för deras idrottsförening Louisiana Ragin' Cajuns.